# Teodorico di Ringelheim
Teodorico, noto anche come Teodorico di Ringelheim, (tra l'858 e l'867 – tra il 916 e il 920) fu un conte sassone del IX secolo della dinastia degli Immedingi.

## Biografia
Teodorico, a volte chiamato Teodorico di Ringelheim nella storiografia successiva, fu un conte sassone medievale nella regione tedesca della Vestfalia, figlio di Reginhart di Ringelheim e della moglie Matilda. Aveva tre fratelli, Vitichindo, Immed e Reginbern, quest'ultimo che combatté i norreni, fermando le loro incursioni. Secondo le cronache contemporanee, tra cui Vitichindo di Corvey, la sua dinastia degli Immedingi discendeva dalla dinastia del duca sassone Vitichindo. Teodorico nacque probabilmente nella seconda metà del IX secolo, pochi decenni dopo che i sassoni furono posti sotto il controllo dell'impero franco di Carlo Magno. La sua data di morte rimane incerta, ma potrebbe essere stata dopo il 910 secondo le Memory of the Royal Academy of Sciences and Letters. Secondo la genealogieonline, Teodorico morì tra il 916 e il 920.

## Famiglia e figli
Teodorico sposò Reinilde di Godefrid, la quale era di "sangue reale danese e frisone". Tuttavia, una precisa ricostruzione genealogica è impossibile. Essi ebbero:
- Matilde, che sposò il duca di Sassonia e in seguito re dei Franchi orientali, Enrico l'Uccellatore[3][5];
- Amalrada[3], che sposò Eberardo, conte di Hamalant[3], i quali ebbero Berengario, vescovo di Cambrai (956-958)[3] , e Teodorico, vescovo di Metz (965-984)[3];
- Frederuna, forse identificabile con la regina dei Franchi Occidentali e di Lotaringia consorte di Carlo III il Semplice; tuttavia, questa filiazione non è certa;
- Bia[3], che (forse) sposò Wichmann I il Vecchio, fratello di Ermanno di Sassonia;
- Peretheid.

Non si sa esattamente quale delle tre sorelle sposò Wichmann, se Frederuna, Peretheid o Bia. Si propende tuttavia per Bia.
Un suo figlio, secondo Alberico delle Tre Fontane, potrebbe essere stato Roberto, arcivescovo di Treviri, che incoronò assieme all'arcivescovo di Magonza Ildeberto e l'arcivescovo di Colonia Wigfrido, il nipote Ottone I. Questa affiliazione è tuttavia oggi non accettata.